# Mariposas en el estómago

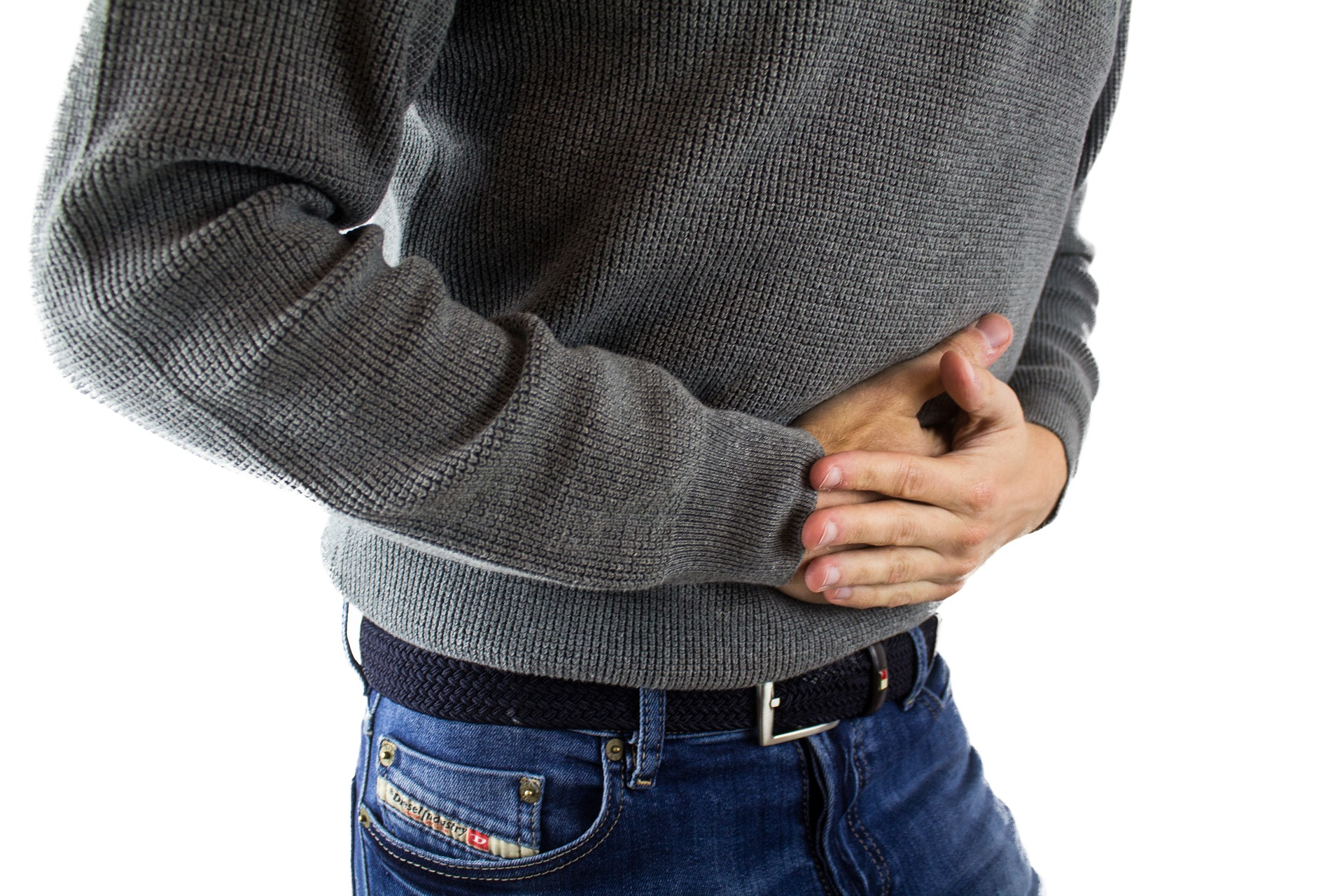
Mariposas en el estómago

Las mariposas en el estómago son una sensación física de «agitación» en el estómago de los seres humanos, causada por una reducción del flujo sanguíneo al órgano. Esto se produce como resultado de la liberación de adrenalina en la reacción de lucha o huida, que causa un aumento de la frecuencia cardíaca y la presión arterial y, como consecuencia, se envía más sangre a los músculos.
También es uno de los síntomas del trastorno de ansiedad social.